# Tyrophagus putrescentiae
Espèce
Tyrophagus putrescentiae, l'Acarien de la moisissure ou Ciron des champignons, est une espèce d'acariens de la famille des Acaridae et du genre Tyrophagus.
Dans la nature, T. putrescentiae vit à travers le monde dans un large éventail d'habitats, y compris les prairies, les « vieux foins, les champignons, et le nid d'abeilles et les canards ». Dans des conditions idéales, avec des températures supérieures à 30 °C et l'humidité supérieure à 85 %, il peut compléter son cycle de vie en moins de trois semaines. 
C'est un ravageur commun des produits stockés, en particulier ceux avec une teneur élevée en protéines et en matières grasses (viande, fromage, noix et graines, œufs séchés, etc.).  Il se nourrit des champignons qui poussent sur les denrées alimentaires[réf. nécessaire].

## Systématique
Le nom scientifique complet (avec auteur) de ce taxon est Tyrophagus putrescentiae (Schrank, 1781).
L'espèce a été initialement classée dans le genre Acarus sous le protonyme Acarus putrescentiae Schrank, 1781.
Ce taxon porte en français le noms vernaculaire ou nomalisé suivant : ciron des champignons.
Tyrophagus putrescentiae a pour synonymes :
- Acarus putrescentiae Schrank, 1781
- Povelsenia neotropicus Oudemans, 1917
- Tyroglyphus amboinensis Oudemans, 1925
- Tyroglyphus americanus Banks, 1906
- Tyroglyphus australasiae Oudemans, 1916
- Tyroglyphus breviceps Banks, 1906
- Tyroglyphus coociphilus Banks, 1906
- Tyroglyphus longior var. castellani Hirst, 1912
- Tyroglyphus putrescentiae Oudemans, 1916
- Tyrophagus communis Fan & Zhang, 2007